# オリンピックのパレスチナ選手団
オリンピックのパレスチナ選手団（オリンピックのパレスチナせんしゅだん）は、1996年アトランタオリンピックで初出場。夏季大会ではアトランタ大会以降毎回出場している。現在、冬季大会にはまだ出場していない。また、これまでにメダルを獲得したパレスチナ選手はいない。
パレスチナ選手団として初めてオリンピックに出場したマジード・アブ・マラヒールは2024年6月11日にパレスチナ自治区ガザ地区で腎臓病により命を落とした。イスラエルのガザ侵攻により適切な治療が受けられなかったことが原因と現地メディアで報道された。

## メダル獲得数一覧

### 夏季オリンピック
| 大会名                | 金 | 銀 | 銅 | 計 |
| 1996 アトランタ       | 0  | 0  | 0  | 0  |
| 2000 シドニー         | 0  | 0  | 0  | 0  |
| 2004 アテネ           | 0  | 0  | 0  | 0  |
| 2008 北京             | 0  | 0  | 0  | 0  |
| 2012 ロンドン         | 0  | 0  | 0  | 0  |
| 2016 リオデジャネイロ | 0  | 0  | 0  | 0  |
| 2020 東京             | 0  | 0  | 0  | 0  |
| 2024 パリ             | 0  | 0  | 0  | 0  |
| 合計                  | 0  | 0  | 0  | 0  |